# Provinz Tarata
Die Provinz Tarata ist eine von vier Provinzen der Region Tacna im äußersten Süden von Peru. Sie hat eine Fläche von 2820 km². Beim Zensus 2017 lebten 6094 Menschen in der Provinz. Im Jahr 1993 lag die Einwohnerzahl noch bei 8181, im Jahr 2007 bei 7805. Verwaltungssitz ist die Kleinstadt Tarata.

## Geographische Lage
Die Provinz Tarata liegt in der peruanischen Westkordillere, 65 km von der Pazifikküste entfernt. Das Gebiet wird von dem Fluss Río Sama entwässert. Die Provinz grenzt im Norden an die Provinzen Candarave und El Collao (Region Puno), im Osten an Bolivien sowie im Süden und im Westen an die Provinz Tacna.

## Verwaltungsgliederung
Die Provinz Tarata gliedert sich in acht Distrikte. Der Distrikt Tarata ist Sitz der Provinzverwaltung.
| Distrikt          | Verwaltungssitz |
| ----------------- | --------------- |
| Estique           | Estique         |
| Estique Pampa     | Estique Pampa   |
| Héroes Albarracín | Chucatamani     |
| Sitajara          | Sitajara        |
| Susapaya          | Susapaya        |
| Tarata            | Tarata          |
| Tarucachi         | Tarucachi       |
| Ticaco            | Ticaco          |